# László Hollósy
László Hollósy (* 12. November 1976 in Budapest) ist ein ungarischer Volleyball-Trainer.

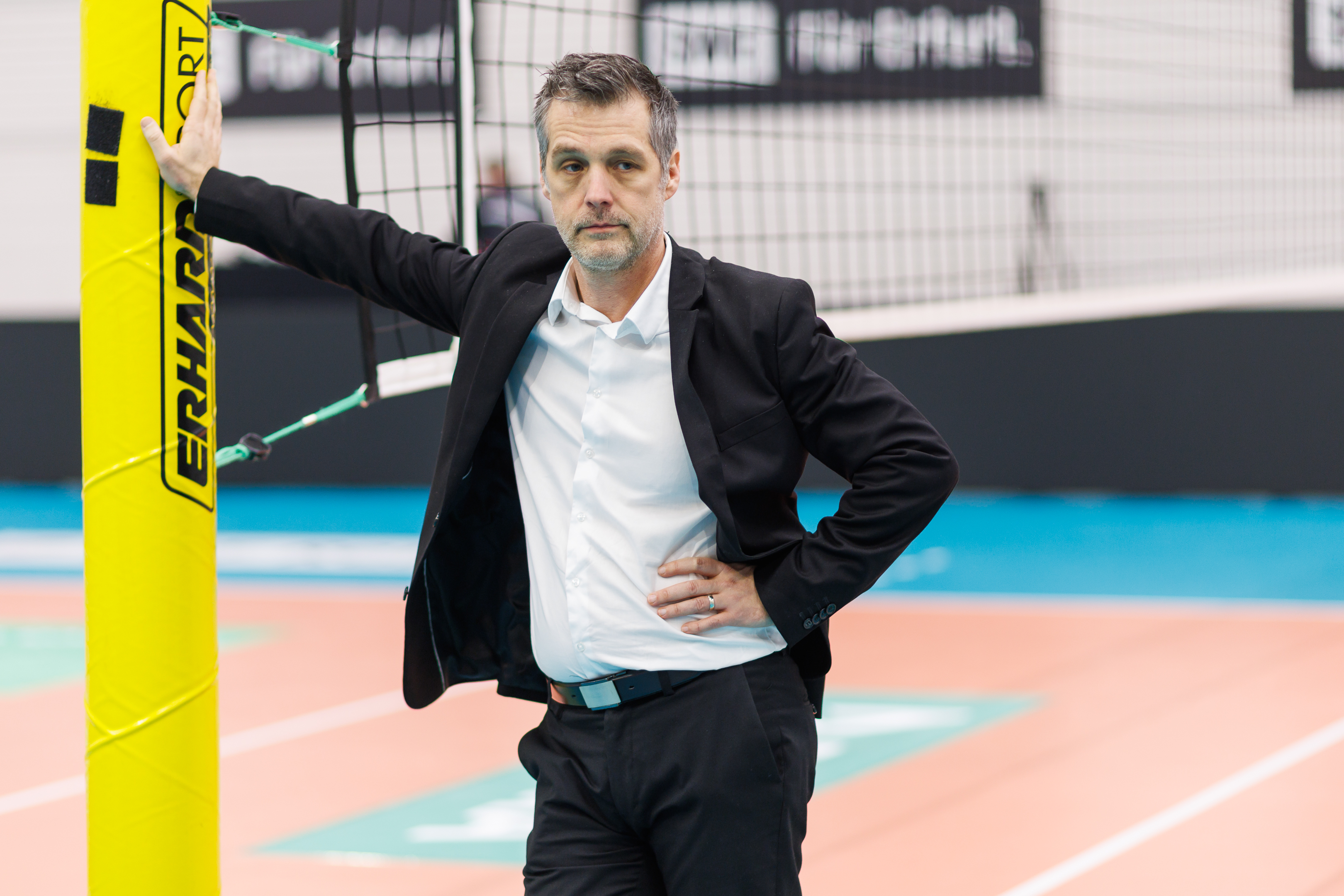
László Hollósy (2025)

## Karriere
Hollósy begann seine Karriere 1999 als Co-Trainer bei den Frauen von Budapest SE-FCSM. Von 2001 bis 2009 war er Cheftrainer bei Gödöllői RC und danach bis 2011 erneut bei Budapest SE-FCSM, wo er 2010 und 2011 die nationale Meisterschaft und den Pokal gewann. Von 2011 bis 2014 arbeitete er mit der ungarischen Frauen-Nationalmannschaft, zunächst als Co-Trainer und ab 2012 als Cheftrainer. Parallel dazu trainierte er 2012/13 Aluprof-TF Budapest.
Von 2013 bis 2016 war er in Finnland bei Oriveden Ponnistus und von 2016 bis 2018 in Zypern bei AEK Larnaka tätig. Danach kehrte Hollósy als Cheftrainer bei Fatum Nyíregyháza zurück nach Ungarn und wurde hier 2018 und 2019 Pokalsieger. 2019/20 war er bei Vegyész RC Kazincbarcika tätig. Seit 2020 trainiert er den deutschen Bundesligisten VfB Suhl Lotto Thüringen. Aufgrund von „aggressivem und drohendem Verhalten“ erhielt er Ende 2023 eine Sperre von fünf Spielen; der Einspruch der Suhler wurde durch die Lizenzligaspruchkammer abgelehnt.